# Ам'єнський мир

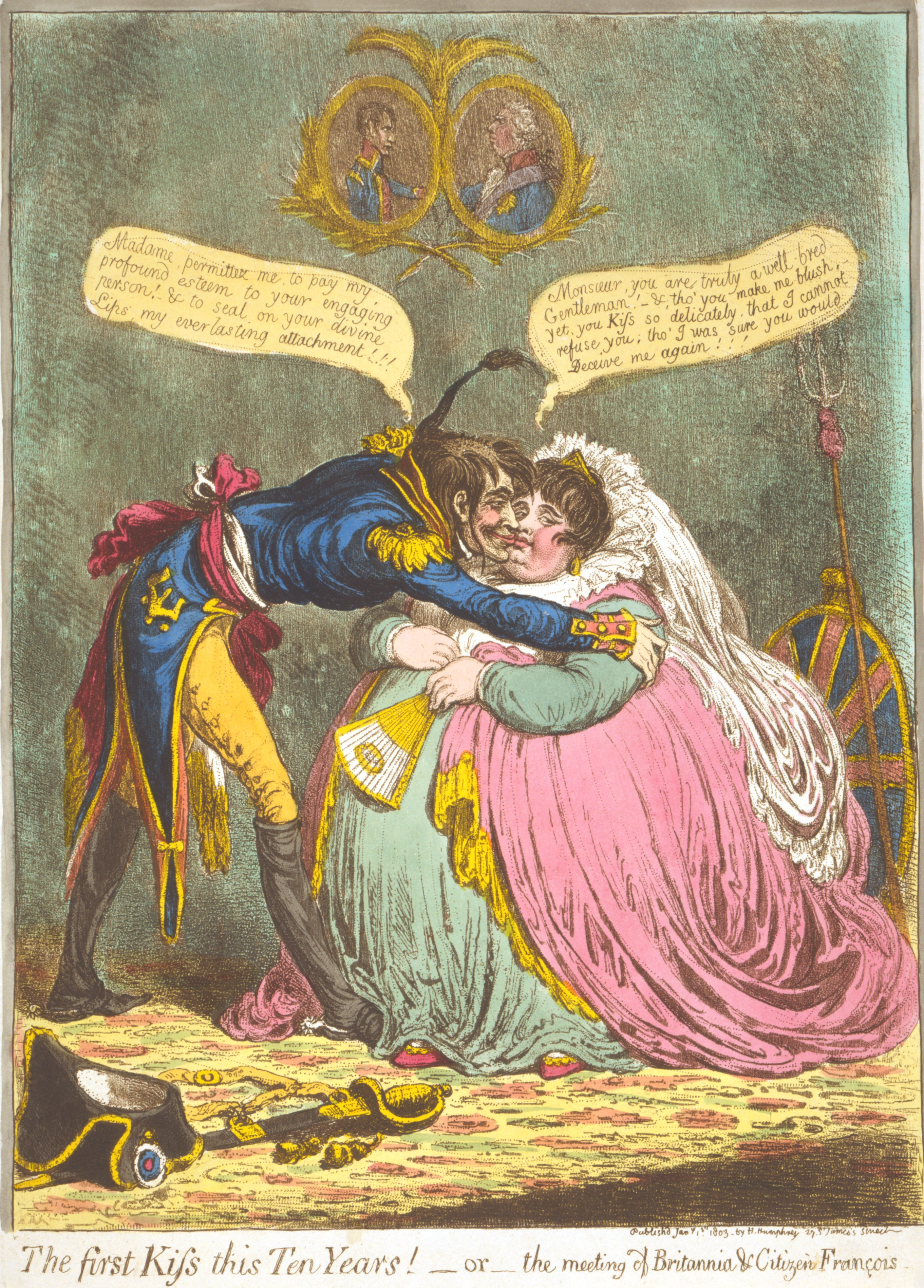
Карикатура на Ам'єнський мир

Ам'єнський мир — мирний договір між Францією, Іспанією і Англією, що був підписаний 25 березня 1802 р. біля міста Ам'єн.

## Передумови
Революція 1789—1794 рр. повністю покінчила з монархічним устроєм, залишила всі феодальні пережитки і привілеї. Селянство було звільнено від феодальних повинностей. Король Людовік XVI був страчений, а у Франції проголошена республіка. Франція розвернула свої експансійні дії в усіх куточках Європи і світу. Їй протистояла велика коаліція феодально-монархічних держав: Австрія, Англія, Росія і т. д. Найбільшу загрозу в експансій них планах Франції представляла Англія використовуючи своє острівне положення і найбільший у світі воєнно-морський флот.
До моменту приходу Наполеона до влади положення Франції було нелегким. Друга коаліція в 1799 р. добилася значних успіхів завдяки воєнним успіхам російських військ Суворова в Італії. Австрійці й англійці успішно діяли в Голландії і Бельгії.
Англія, ще раніше захопила французькі колоніальні володіння в усьому світі — Америці, Індії і т. д. Але як тільки Наполеон прийшов до влади становище почало змінюватися на користь Франції. Узимку 1799—1800 років виникли розбіжності між Австрією і Росією. 2-га коаліція в яку входять Англія, Австрія, Росія і Неаполітанське королівство почала тріщати.
Наполеон помітив це і почав виводити союзників із коаліції по частинах. Він вирушив на чолі армії в Північну Італію. Просування французів було стрімким і застало австрійців зненацька. 8 травня 1800 Бонапарт покинув Париж, а 21 травня 1800 р. Перший консул був уже на перевалі Великий Сен-Бернар, який відкривав шлях в Італію.
2 червня 1800 р. Наполеон вступив у Мілан. Зустріч головних сил противника відбувається на невеликій рівнині між містами Олександрією і Тартонною.
Битва, що почалася ранком 14 червня 1800 р. великим успіхом австрійців, до вечора було виграно Наполеоном. Ця перемога справила велике значення на діячів антифранцузької коаліції.
Наполеон вирішив забити клин у коаліцію використовуючи протиріччя між Росією і Австрією. Тут він діяв через Толестрана. Толестран заявив літом 1800 р. про рішення Франції повернути на батьківщину 6 тис. російських військовополонених випадково захоплених наприкінці 1799 р. при розгромленні корпусу Римського-Корсакова у Швейцарії. Цей хід викликав симпатії при російському дворі, а особливо у Павла І. Росія пішла на таємні контакти з Наполеоном. Наполеону вдалося підтримати невдоволення Росії проти Англії. Окрему роль в цьому відіграло захоплення Англією Мальти 5 вересня 1800 — січні 1801 між Павлом І і Наполеоном відбувся обмін особливими посланнями.
На початку 1801 року Павло І таємно відправив корпус Донських козаків в кількості 22,5 тис. осіб в похід проти англійських володінь в Індії. Але зближення Росії і Франції було короткочасним. В ході державного перевороту в ніч з 10 березня на 11 березня 1801 р. Павло І був вбитий.
Новий цар Олександр І скасував похід в Індію. Наполеон дізнавшись про це, розлютився, але, незважаючи ні на що, Росія вже не становила великої загрози для Франції. Франція усунула для себе зі сторони других країн коаліції. Австрійці були вигнані з Італії, але продовжували боротися на Рейні тут в Ельзасі, в листопаді 1800 року перемогу над гобебурськими військами отримав генерал Моро.
Увесь лівий берег знову був у руках французів. У Моневілі почались ширші переговори 9.02.1801 р. був підписаний Моневільський мирний договір, згідно з яким Австрія втрачала Бельгію, Люксембург, всі німецькі володіння на лівому березі Рейну. П‘ємонт залишався під окупацією Франції. Австрія не мала більше сил протистояти планам Франції на континенті. В 1801 р. Наполеон заключив також мир з Неопалітанським королівством за яким Франція отримувала о. Ельбу і право тримати війська в портах Північної Італії.
Таким чином Франція з честю вийшла з протистояння з коаліцією, захопивши великі території. Війна Другої коаліції завершилася. Але у Франції були свої економічні інтереси за межами континенту. Буржуазії хотілося мати керівні позиції на Близькому Сході, а саме в Османській імперії. Саме з метою розширення французького панування Франції на сході був організований Сирійський похід Наполеона 1798—1799 р., але в кінці серпня 1801 року корпус вимушений був капітулювати в Єгипті.
Лише хитромудрі дії французьких дипломатів, що зуміли укласти перемир'я з Туреччиною 9 жовтня 1801 року врятували Францію від ганьби.
Згідно з перемир‘ям Франція зобов‘язалась вивести війська з Єгипту, визнавала незалежність Іонічних островів. 8 жовтня в Парижі був підписаний мирний договір з Росією. В секретних статтях договору Росія і Франція визнавали інтереси одна одної в Туреччині.
Таким чином війна Франції з 2-ю коаліцією фактично завершилася.

## Підписання
25 березня 1802 р. був підписаний Ам'єнський мирний договір між Францією, Італією й Англією.

## Досягнуті домовленості
- Англія зобов‘язувалась окупувати Мальту і повернути указаним країнам їхні колонії
- Єгипет повертався Туреччині
- Франція визнавала незалежність Іонічних островів
- Швейцарія до січня 1802 року залишалася під впливом Франції[14].

Ад'єнський мир сильно укріпив позиції Франції на континенті.
Але водночас були сильно підірвані позиції Франції в Пн. Середземномор‘ї і взагалі на морі. Франція втратила майже половину свого воєнно-морського флоту у війні з коаліцією. Але навіть короткий мир з Англією Франція використовувала у своїх цілях домагаючись підсилення своїх позицій в різних частинах світу.
У Наполеона взагалі були плани колоніальних захоплень в усьому світі, але цьому заважала відсутність сильного флоту. Допомагала їх здійсненню французька буржуазія після підписання в червні 1802 миру з Туреччиною згідно з договором Франція відновлювала свої привілеї в Османській імперії, отримала дозвіл на прохід торговельних кораблів у Чорне море. Розроблялися плани широкомасштабної морської торгівлі з Росією. Але цим планам не суджено було здійснитися. Єдиною країною з якою Франція встановила нормальні стосунки були США. Згода про це була підписана 20.11.1800 р. в Парижі. У 1803 році Наполеон передав США Луїзіану. Це ще більше зміцнило їхні відносини.

## Поновлення війни
Ам‘єнський мир був недовгим. Каменем спотикання стала Мальта. Англія вимагала залишення Мальти за собою, виводу французьких військ з Голландії і Швейцарії.
Наполеон хотів компенсацію в Пн. Середземномор'ї. Досить істотною причиною відновлення війни було невдоволення промислових кругів Англії стосовно гегемонії Франції — на 5-му континенті.
У травні 1803 року англійський посол покинув Париж. 18 травня 1803 року війна відновилася.